# LDアラフエレンセ
リーガ・デポルティーバ・アラフエレンセ (スペイン語: Liga Deportiva Alajuelense) は、コスタリカ・アラフエラ州アラフエラを本拠地とするサッカークラブである。

## 概要
1919年6月18日創設。1921年に開始した国内リーグには初年度から参加。1928年に初優勝を遂げた。
2019年にクラブ創設100周年を迎えた。100周年を迎えたのは、現在も上位リーグに定着しているクラブの中では、1906年創設のカルタヒネスに次いで、コスタリカで2チーム目。
デポルティーボ・サプリサ、CSエレディアーノと並び、コスタリカの強豪クラブの1つである。

## ライバル

### クラシコ・ナシオナル
デポルティーボ・サプリサとの対戦はクラシコ・ナシオナル（es:Clásico Nacional）と呼ばれる。最初の対戦は1949年10月12日で、6-5でアラフエレンセが勝利した。

### クラシコ・プロビンシアル
CSエレディアーノとの対戦はクラシコ・プロビンシアル（es:Clásico Provincial）と呼ばれる。最初の対戦は1921年7月10日で、3-1でエレディアーノが勝利した。コスタリカ最古のダービーマッチである。

## タイトル

### 国内タイトル
- プリメーラ・ディビシオン : 30回
  - 1928, 1939, 1941, 1945, 1949, 1950, 1958, 1959, 1960, 1966, 1970, 1971, 1980, 1983, 1984,
1991, 1992, 1995-96, 1996-97, 1999-00, 2000-01, 2001-02, 2002-03, 2004-05, Invierno 2010-11, Verano 2010-11, Invierno 2011-12, Invierno 2012-13, Invierno 2013-14, Invierno 2020-21

- コスタリカ・カップ：9回
  - 1926, 1928, 1937, 1941, 1944, 1948, 1949, 1974, 1977

- コスタリカ・スーパーカップ：1回
  - 2012

- Costa Rican Short Championships : 9回
  - 1997-1998, 1999-2000, 2000-2001, 2002-2003, 1999-2000, 2000-2001, 2001-2002, 2002-2003, 2004-2005.

- Friendly & other tournaments:
  - 2012, 2013: Copa Ibérico, against Saprissa, 2014, 2015: Super Clásico, against Saprissa, 1944, 1945: Torneos Relámpagos Fútbol

### 国際タイトル
- CONCACAFチャンピオンズリーグ : 2回
  - 1986, 2004
- CONCACAFリーグ : 1回
  - 2020
- コパ・インテルクルベスUNCAF : 2回
  - 1996, 2002, 2005
- Central American Champions : 2回
  - 1988, 1992.
- Central American & Caribbean : 1回
  - 1961

## 現所属メンバー
注：選手の国籍表記はFIFAの定めた代表資格ルールに基づく。
| No. | Pos. |              | 選手名                    |
| --- | ---- | ------------ | ------------------------- |
| 2   | DF   | コスタリカ   | イアン・ローレンス        |
| 3   | DF   | コスタリカ   | フェルナン・ファロン      |
| 4   | DF   | メキシコ     | ダニエル・アレオラ        |
| 5   | DF   | コスタリカ   | ユルグイン・ロマン        |
| 6   | DF   | コスタリカ   | ホセ・サルバティエラ      |
| 7   | FW   | コスタリカ   | ユルゲンス・モンテネグロ  |
| 8   | FW   | コスタリカ   | ホアン・ベネガス          |
| 9   | FW   | キューバ     | マルセル・エルナンデス    |
| 10  | MF   | コスタリカ   | ブライアン・ルイス (主将) |
| 11  | MF   | ホンジュラス | アレクサンダー・ロペス    |

| No. | Pos. |            | 選手名                 |
| --- | ---- | ---------- | ---------------------- |
| 12  | DF   | コスタリカ | イアン・スミス         |
| 15  | DF   | コスタリカ | フニオール・ディアス   |
| 16  | FW   | コスタリカ | アロンソ・マルティネス |
| 18  | GK   | コスタリカ | マウリシオ・バーガス   |
| 22  | MF   | コスタリカ | バロン・セケイラ       |
| 23  | GK   | コスタリカ | レオネル・モレイラ     |
| 25  | MF   | コスタリカ | アーロン・スアレス     |
| 26  | MF   | コスタリカ | ベルナルド・アルファロ |
| 27  | MF   | コスタリカ | カルロス・モア         |
| 33  | MF   | コスタリカ | ホセ・ミゲル・クベロ   |

## 歴代所属選手
- パトリック・ペンベルトン 2003-2019
- ケニー・クニンガム 2007-2008
- ブライアン・ルイス 2020-